# Diocèse de La Spezia-Sarzana-Brugnato
Le diocèse de La Spezia-Sarzana-Brugnato (en latin : Dioecesis Spediensis-Sarzanensis-Brugnatensis ; en italien : Diocesi della Spezia-Sarzana-Brugnato) est un diocèse de l'Église catholique en Italie, suffragant de l'archidiocèse de Gênes et appartenant à la région ecclésiastique de Ligurie.

## Territoire
Son territoire a les mêmes frontières que la province de La Spezia avec une superficie de 881 km2 divisé en 186 paroisses regroupées en 13 archidiaconés. L'évêché est à La Spezia avec la cathédrale du Christ Roi où se trouve le corps de la bienheureuse Itala Mela. Le diocèse possède deux cocathédrales : celle de l'Assomption à Sarzana qui garde les reliques du pape saint Eutychien et celle des Saints Pierre, Laurent et Colomban à Brugnato.

## Histoire
Le diocèse actuel est le résultat de l'union de trois diocèses antérieurs : le diocèse de Luni, dont le siège social est transféré plus tard à Sarzana, le diocèse de Brugnato et le diocèse de La Spezia.

### Diocèse de Luni-Sarzana
L'origine du diocèse de Luni (it) est très ancienne ; la ville antique de Luni est probablement un évêché déjà à l'époque apostolique, les premiers documents écrits remontent à 465. À l'origine, le territoire est très vaste et comprend des parties de l'actuelle Émilie-Romagne et de la Toscane qui apparaissent encore dans les bulles des papes Eugène III et Anastase IV qui confirment les territoires de Luni au XIIe siècle.
À partir du XIIe siècle, les évêques placent de plus en plus leur résidence à Sarzana en raison du déclin progressif de Luni ; par le placet du pape Innocent III du 7 mars 1202, le siège est officiellement transféré à Sarzana le 15 juin de la même année. Mais au cours des siècles suivants, les évêques ne respectent pas toujours leur résidence, plaçant le siège ici ou là dans le diocèse jusqu'à ce que l'obligation de résidence à Sarzana soit sanctionnée par une bulle du 21 juillet 1465 du pape Paul II qui établit également que les évêques porteraient le titre de Luni-Sarzana.
En 1797, le diocèse de Luni-Sarzana cède une partie de son territoire au profit de l'érection du diocèse de Pontremoli puis de nouveau en 1822 pour l'érection du diocèse de Massa Carrara. En 1854 et 1855, d'autres paroisses sont séparées de Luni-Sarzana et jointes aux deux diocèses toscans.

### Diocèse de Brugnato
Le diocèse de Gênes est élevé en siège métropolitain en 1133, ce qui favorise la formation d'un diocèse de l'ancien monastère de Brugnato, dont les abbés ont toujours refusé d'accepter la soumission hiérarchique, revendiquée cependant par les évêques de Luni. Le diocèse de Brugnato est donc créé par la bulle du 27 mai 1133 par la bulle Quemadmodum Sedes Apostolica du pape Innocent II, dérive son territoire du diocèse de Luni. Le 25 novembre 1820, en vertu de la bulle Sollicita quam du pape Pie VII, le diocèse de Brugnato est uni aeque principaliter au diocèse de Luni-Sarzana. Le territoire du nouveau diocèse est obtenu par le démembrement, quoique formellement, en partie du diocèse de Luni et en partie du nouvel archidiocèse génois. Le pape Innocent II nomme Ildebrand, abbé de Brugnato, évêque et déclare le nouvel évêché suffragant de Gênes. Les chapelles ont le soin des âmes mais pas des fonts baptismaux, et leurs fidèles doivent aller dans les paroisses situées dans d'autres diocèses pour les baptêmes.
Lors de son rattachement au diocèse de Luni-Sarzana en 1820, le diocèse de Brugnato est composé de 6 vicariats avec un total de 30 paroisses. Les évêques de Brugnato établissent leur résidence à Pontremoli de 1302 à 1502. Les prélats portent également le titre de comte, qui n'est aboli qu'après Vatican II. Avant la réforme des frontières de 1959, le diocèse de Brugnato s'étend jusqu'à Sestri Levante, où, tout au long du XVIIIe siècle, l'évêque de Brugnato réside régulièrement, également pour des raisons climatiques. L'église  
Sainte-Marie-de-Nazareth (it) qui est élevée au rang de cocathédrale avec la possibilité de consacrer les huiles lors de la liturgie de Pâques.
Avec l'érection du diocèse de Pontremoli, trois paroisses de Brugnato sont unis au nouvel évêché. Pour compenser les pertes susmentionnées, en 1787, l'île de Capraia est détachée du diocèse de Massa Marittima et attribuée au diocèse de Brugnato. La transition effective n'a cependant lieu qu'en 1791, c'est-à-dire après la mort de l'évêque de Luni-Sarzana, Cesare Lomellini. Le diocèse de Brugnato perd Capraia en 1802, lorsque l'île passe au diocèse d'Ajaccio en Corse. En 1820, le diocèse de Brugnato est uni à celui de Luni-Sarzana. En 1927, le pape Pie XI déclare le diocèse de Luni-Sarzana suffragant de l'archidiocèse de Gênes.

### Diocèse de La Spezia
Après la naissance de l'arsenal militaire, la ville de La Spezia acquiert une importance croissante par rapport aux villes voisines. Par la bulle Universi dominici du 12 janvier 1929, le pape Pie XI érige le diocèse de La Spezia, suffragant de Gênes, composé de 18 paroisses prise au diocèse de Luni-Sarzana ; l'église de Cristo Re devient la cathédrale diocésaine. En même temps, le nouveau diocèse est uni aeque principaliter au siège de Luni-Sarzana et Brugnato, qui prend le nouveau nom de diocèse de Luni, La Spezia, Sarzana et Brugnato. La seule curie diocésaine est établie à La Spezia, qui devient résidence habituelle de l'évêque ; les chapitres des chanoines des cathédrales de Sarzana et Brugnato sont maintenus.
En 1959, un décret du pape Jean XXIII fixe les limites actuelles du diocèse qui coïncide avec la frontière de la province de La Spezia. Le 11 mai 1974, par la lettre apostolique Mira eademque, le pape Paul VI proclame Notre-Dame de Soviore, patronne principale du diocèse de Luni. Le 4 août 1975, en vertu du décret Litteris apostolicis de la congrégation pour les évêques, le titre de Luni, devenu siège titulaire, est supprimé et le diocèse change son nom pour celui de La Spezia, Sarzana et Brugnato.

### Diocèse de La Spezia-Sarzana-Brugnato
Le 30 septembre 1986, en vertu du décret Instantibus votis de la congrégation pour les évêques, la pleine union des trois diocèses est établie et la nouvelle circonscription ecclésiastique prend son nom actuel.

## Évêques de La Spezia-Sarzana-Brugnato

### Évêques de Luni, La Spezia, Sarzana et Brugnato
- Giovanni Costantini (1929-1943) nommé président de la commission pontificale pour l'art sacré en Italie.
  - Siège vacant (1943-1945)
- Giuseppe Stella (1945-1975) nommé évêque de La Spezia, Sarzana et Brugnato

### Évêques de La Spezia, Sarzana et Brugnato
- Giuseppe Stella (1975-1975)
- Siro Silvestri (1975-1986) nommé évêque de La Spezia-Sarzana-Brugnato

### Évêques de La Spezia-Sarzana-Brugnato
- Siro Silvestri (1986-1989)
- Giulio Sanguineti (1989-1998) nommé évêque de Brescia
- Bassano Staffieri (1999-2007)
- Francesco Moraglia (2007-2012 nommé patriarche de Venise
- Luigi Ernesto Palletti (2012- )

## Sources
- (en) http://www.catholic-hierarchy.org